# Odontocera aurocincta
Odontocera aurocincta là một loài bọ cánh cứng thuộc họ Xén tóc.